# Cal Clutterbuck
Pascal William „Cal“ Clutterbuck (* 18. November 1987 in Welland, Ontario) ist ein ehemaliger kanadischer Eishockeyspieler, der im Verlauf seiner aktiven Karriere zwischen 2003 und 2024 unter anderem 1145 Spiele für die Minnesota Wild und New York Islanders in der National Hockey League (NHL) auf der Position des rechten Flügelstürmers bestritten hat.

## Karriere

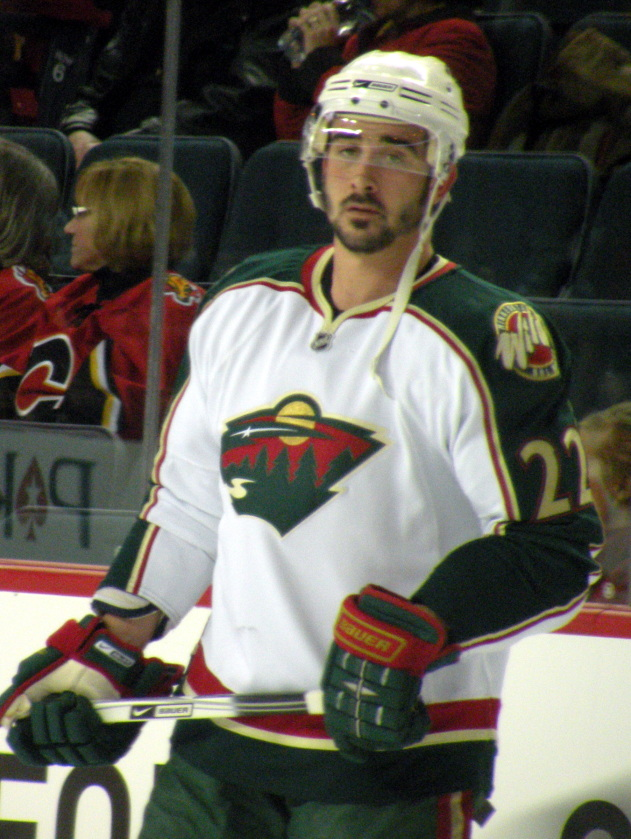
Clutterbuck im Trikot der Minnesota Wild (2009)

Clutterbuck spielte während seiner Juniorenzeit in der Ontario Hockey League (OHL) für die Toronto St. Michael’s Majors und Oshawa Generals. Er nahm 2004 am U18 Junior World Cup und 2005 an der U18-Junioren-Weltmeisterschaft in Tschechien teil, wo er mit der kanadischen Nationalmannschaft die Silbermedaille gewann. Im Sommer 2006 wurde er im NHL Entry Draft in der dritten Runde und 72. Stelle insgesamt von den Minnesota Wild aus der National Hockey League (NHL) ausgewählt.
Am 27. Mai 2007 unterzeichnete der Stürmer einen Vertrag bei den Minnesota Wild. Zunächst kam er für die Houston Aeros, dem Farmteam der Wild, in der American Hockey League (AHL) zum Einsatz. Nach einer Verletzung von Pavol Demitra wurde er in den Kader der Wild berufen und absolvierte am 28. Oktober 2007 gegen die Colorado Avalanche sein erstes Spiel in der NHL. Bei den Wild konnte er sich jedoch erst in der folgenden Saison durchsetzen. Am 24. November 2008 erzielte er gegen die Washington Capitals sein erstes Tor in der NHL. Clutterbuck hielt für drei Spielzeiten den seit 2005 erhobenen NHL-Rekord für die meisten Hits in einer Saison. Mit 356 Bodychecks übertraf er in der Spielzeit 2008/09 den bestehenden Bestwert von Dustin Brown. In der Saison 2011/12 überbot allerdings Matt Martin Clutterbucks Rekord mit 374 Hits.
Ende Juni 2013 wurde der Kanadier gemeinsam mit einem Drittrunden-Wahlrecht im NHL Entry Draft 2013 im Austausch für Nino Niederreiter zu den New York Islanders transferiert. Bei den Islanders unterzeichnete der Angreifer im Dezember 2016 einen neuen Fünfjahresvertrag, der ihm ein durchschnittliches Jahresgehalt von 3,5 Millionen US-Dollar einbringen sollte. Im November 2023 bestritt Clutterbuck seine insgesamt 1000. Partie der regulären Saison in der NHL. Nach der Spielzeit 2023/24 wurde sein auslaufender Vertrag nicht verlängert, sodass er die Islanders nach über zehn Jahren verließ. Im April 2025 verkündete der 37-Jährige das Ende seiner Karriere.

## Erfolge und Auszeichnungen
- 2004 Goldmedaille bei der World U-17 Hockey Challenge
- 2005 Silbermedaille bei der U18-Junioren-Weltmeisterschaft
- 2006 Teilnahme am CHL Top Prospects Game

## Karrierestatistik

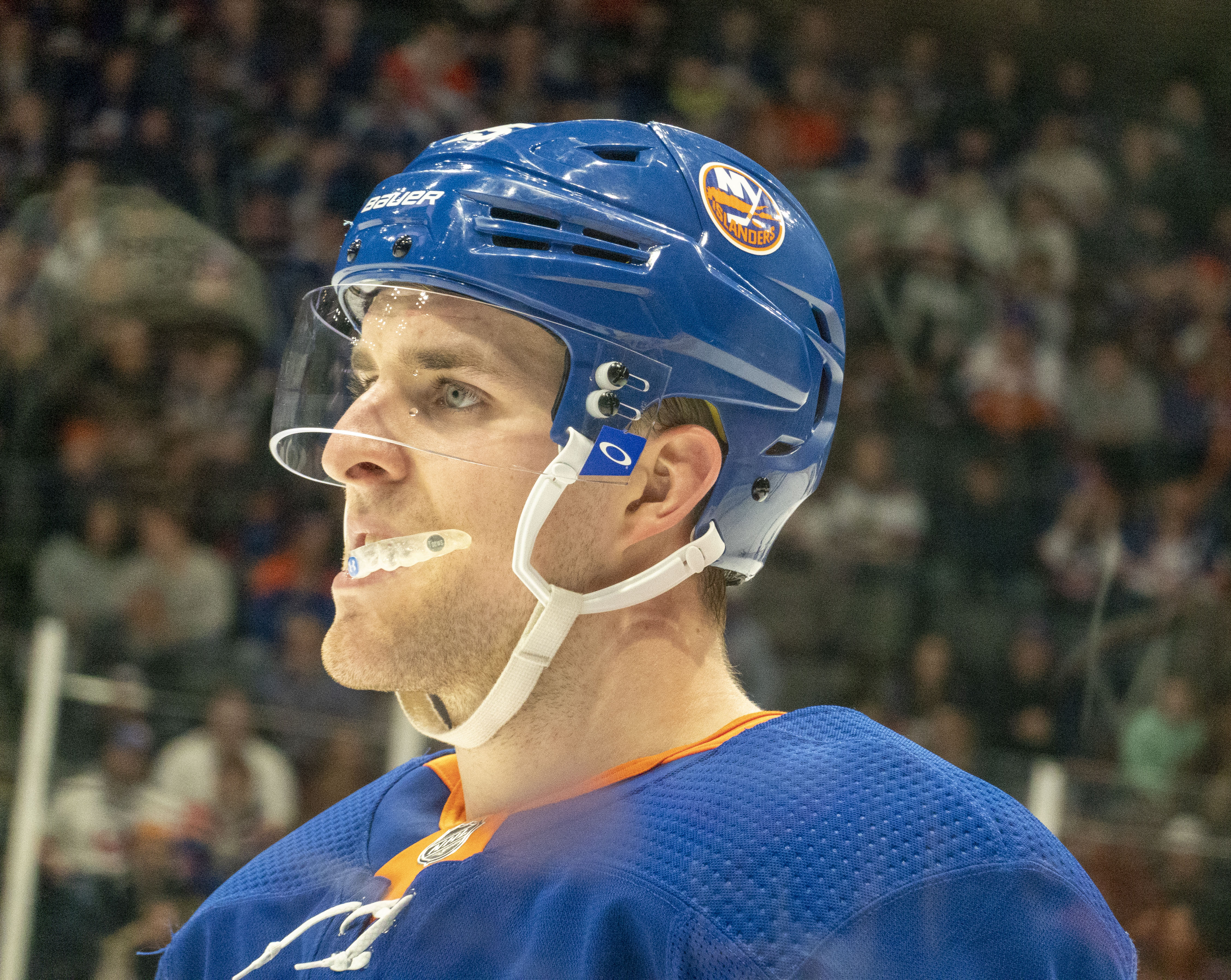
Clutterbuck als Spieler der New York Islanders (2020)

### International
Vertrat Kanada bei:
- World U-17 Hockey Challenge 2004
- U18-Junioren-Weltmeisterschaft 2005
- Weltmeisterschaft 2011

(Legende zur Spielerstatistik: Sp oder GP = absolvierte Spiele; T oder G = erzielte Tore; V oder A = erzielte Assists; Pkt oder Pts = erzielte Scorerpunkte; SM oder PIM = erhaltene Strafminuten; +/− = Plus/Minus-Bilanz; PP = erzielte Überzahltore; SH = erzielte Unterzahltore; GW = erzielte Siegtore; 1 Play-downs/Relegation; Kursiv: Statistik nicht vollständig)